# San Mango Piemonte

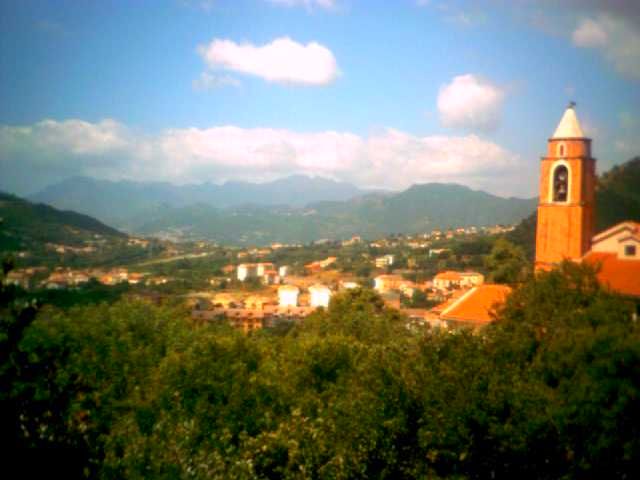
San Mango Piemonte

San Mango Piemonte is een gemeente in de Italiaanse provincie Salerno (regio Campanië) en telt 2355 inwoners (31-12-2004). De oppervlakte bedraagt 5,9 km², de bevolkingsdichtheid is 433 inwoners per km².
De volgende frazioni maken deel uit van de gemeente: Sant'Antonio, Monticelli.

## Demografie
San Mango Piemonte telt ongeveer 750 huishoudens. Het aantal inwoners steeg in de periode 1991-2001 met 22,9% volgens cijfers uit de tienjaarlijkse volkstellingen van ISTAT.
| Jaar | Inwoneraantal |
| ---- | ------------- |
| 1991 | 1763          |
| 2001 | 2166          |

## Geografie
De gemeente ligt op ongeveer 240 m boven zeeniveau.
San Mango Piemonte grenst aan de volgende gemeenten: Castiglione del Genovesi, Salerno, San Cipriano Picentino.